# Titouan Perrin-Ganier
Titouan Perrin-Ganier (* 28. Juni 1991 in La Bresse) ist ein französischer Radrennfahrer, der sich im Mountainbikesport auf die Disziplin Cross-Country Eliminator spezialisiert hat.

## Sportlicher Werdegang
Titouan Perrin-Ganier wuchs in La Bresse in den Vogesen auf. Sein Vater ist Teamchef des Focus-MTB-Teams, sein Bruder Neilo ist ebenso Profi-Mountainbiker.
International trat Perrin-Ganier erstmals im Jahr 2012 in Erscheinung. Bis 2016 startete er auch im olympischen Cross-Country (XCO), sein Schwerpunkt lag aber bereits beim Cross-Country Eliminator (XCE). 2014 wurde er erstmals französischer Meister.
Nach Einführung des UCI-Mountainbike-Eliminator-Weltcups im Jahr 2017 konzentrierte sich Perrin-Ganier vollständig auf den Eliminator. Obwohl er bis einschließlich 2020 kein Weltcup-Rennen gewinnen konnte, dominierte er die Titelkämpfe: von 2017 bis 2020 gewann er viermal in Folge den Weltmeistertitel im Eliminator. Zudem gewann er 2017, 2018 und 2020 jeweils das Triple aus Weltmeisterschaften, Europameisterschaften und Landesmeisterschaften.
2021 war Perrin-Ganier mit zwei Siegen auch erstmals im UCI-Mountainbike-Eliminator-Weltcup erfolgreich, in der Gesamtwertung belegte er Platz 3. In der Saison 2022 verbesserte er sich mit erneut zwei Weltcup-Erfolgen auf den zweiten Platz der Gesamtwertung. Bei den Weltmeisterschaften 2022 wurde er zum fünften Mal Weltmeister. 2023 wiederholte er diesen Triumph und holte zudem erstmals die Gesamtwertung im Weltcup.

## Erfolge
| 2014 - Französischer Meister – XCE 2015 - Französischer Meister – XCE 2016 - Französischer Meister – XCE 2017 - Weltmeister – XCE - Europameister – XCE - Französischer Meister – XCE 2018 - Weltmeister – XCE - Europameister – XCE - Französischer Meister – XCE 2019 - Weltmeister – XCE - Europameisterschaften – XCE | 2020 - Weltmeister – XCE - Europameister – XCE - Französischer Meister – XCE 2021 - Französischer Meister – XCE - zwei Weltcup-Erfolge – XCE 2022 - Weltmeister – XCE - Französischer Meister – XCE - zwei Weltcup-Erfolge – XCE 2023 - Weltmeister – XCE - Europameisterschaften – XCE - Weltcup-Gesamtwertung und zwei Erfolge – XCE 2024 Französischer Meister – XCE |